# 圣母之佑广场

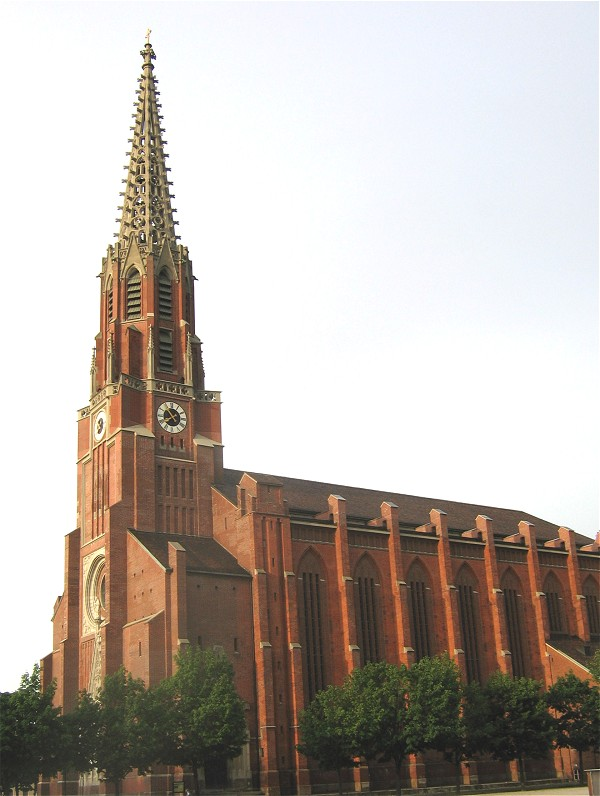
玛利亚希尔夫教堂

玛利亚希尔夫广场（Mariahilfplatz）是位于德国慕尼黑伊萨尔河右岸 Au 区的城市广场， 由于地处Au 区的中心，是一个人来人往的繁盛之地。每年在此处举行三次大型集市，称为Auer Dult。平日每周有2次农民集市。
广场上的主要建筑师位于广场中心的新哥特式的玛利亚希尔夫教堂。广场以东，修女院后面是慕尼黑保留下来的溪流之一，Auer溪。广场上还设有重要的行政机构、公共卫生局、玛利亚希尔夫学校、21警署、REFUGIO Munich（难民和受害者咨询与治疗中心），以及妇女、青少年监狱Neudeck。

## 交通

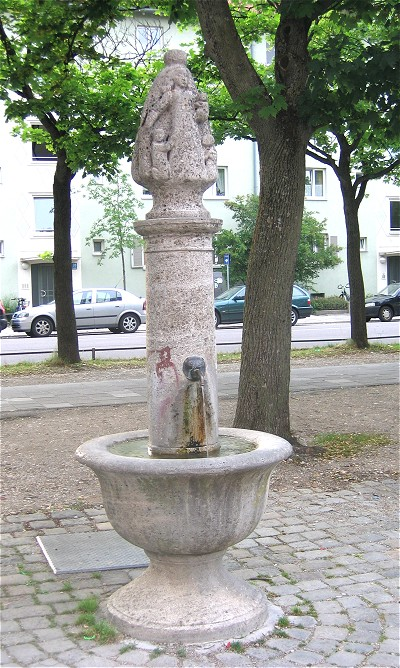
玛利亚希尔夫广场上的喷泉

广场以南是奥尔米勒街，将Au 和Giesing与伊萨尔河西岸联系起来。由于地处市中心，经常面临停车困难的问题，尤其是在Auer Dult期间。
前往玛利亚希尔夫广场的公共交通包括27路电车、地铁52线和152路公共汽车。

## 周边
- 伊萨尔河及湿地
- Nockherberg
- Paulaner啤酒厂
- 博物馆岛上的德意志博物馆
- Glockenbachviertel（左岸）
- Gärtnerplatzviertel（左岸）